# Playa Dreamland
La Playa Dreamland (en indonesio: Pantai Dreamland) es una playa ubicada en la península de Bukit, en la isla de Bali, Indonesia.
La playa ofrece alojamiento básico y cafés para los surfistas y excursionistas. También es conocido por su bordes peligrosos.
Es el sitio del fallido desarrollo Pecatu Graha, planeado por Tommy Suharto, el hijo menor del expresidente Suharto.
A partir de 2008 el sitio ha sido nivelado con miras a la construcción de un complejo hotelero. se localiza específicamente en las coordenadas geográficas 08°47′58″S 115°07′04″E / -8.79944, 115.11778.